# Touffailles
Touffailles – miejscowość i gmina we Francji, w regionie Oksytania, w departamencie Tarn i Garonna.
Według danych na rok 1990 gminę zamieszkiwało 359 osób, a gęstość zaludnienia wynosiła 15 osób/km² (wśród 3020 gmin regionu Midi-Pireneje Touffailles plasuje się na 712. miejscu pod względem liczby ludności, natomiast pod względem powierzchni na miejscu 444.).